# Diacara elegans
Diacara elegans är en kräftdjursart som först beskrevs av Dollfus 1895.  Diacara elegans ingår i släktet Diacara och familjen Oniscidae. Inga underarter finns listade i Catalogue of Life.